# Muzaffer Sipahi
Muzaffer Sipahi (* 1. Januar 1941 in Ankara) ist ein ehemaliger türkischer Fußballspieler, -trainer und -funktionär. Durch seine langjährige Tätigkeit für Galatasaray Istanbul wird er stark mit diesem Verein assoziiert. Auf Fan- und Vereinsseite wird er als einer der bedeutendsten Spieler der Klubgeschichte aufgefasst. Er war ein fester Bestandteil jener Mannschaft, die in den Spielzeiten 1970/71, 1971/72 und 1972/73 dreimal in Folge die türkische Meisterschaft gewinnen konnte. Er war in den 1970ern und 1980ern für einige Jahre Vorstandsmitglied des türkischen Fußballverbandes.

## Spielerkarriere

### Verein
Sipahi kam 1941 in der türkischen Hauptstadt Ankara zur Welt und begann in der Jugend von Ankara Demirspor mit dem Vereinsfußball. Hier fiel er den Trainern der Profimannschaft auf und wurde daraufhin in den Profikader aufgenommen. Kurze Zeit später wurde er an Eskişehir Şekerspor abgegeben, kehrte aber bereits nach einer Saison zu Ankara Demirspor zurück. Nach seiner Rückkehr zu Ankara Demirspor erkämpfte er sich einen Stammplatz und entwickelte sich über die Jahre zum Leistungsträger seiner Mannschaft und zu einem Nationalspieler. Sipahi erhielt bald von den großen Istanbuler Vereinen Fenerbahçe Istanbul, Beşiktaş Istanbul und Galatasaray Istanbul immer wieder Angebote, lehnte diese aber ab. Ankara Demirspor war die Betriebsmannschaft der staatlichen Stahl- und Eisenbetriebe der Türkei und konnte als Staatsinstitution für die damaligen Verhältnisse seinen Spielern gute Rahmenbedingungen ermöglichen. So blieb Sipahi seinem Verein lange Zeit treu.
Sipahi blieb bis zum Jahr 1968 mit seinem Verein titellos und ließ sich daher im Nachfolgenden auf Transfergespräche ein. So scheiterte ein Wechsel zu Beşiktaş an einer zu hohen Ablösesumme. Kurz darauf bemühte sich Galatasaray um die Dienste von Sipahi. Um den Transfer durchzuführen, reiste der ehemalige Galatasaray-Spieler und damaliges Vereinsvorstandsmitglied Turgan Ece nach Ankara und einigte sich sowohl mit Sipahi als auch mit seinem Verein. In einem für damalige Verhältnisse fortgeschrittenen Fußballspieleralter von 27 Jahren wechselte Sipahi zur Saison 1968/69 zu dem Verein auf der europäischen Seite Istanbuls. Bereits in seiner ersten Saison für die Rot-Gelben, der Saison 1968/69, wurde er von dem Trainer Tomislav Kaloperović in die Mannschaft eingebaut und erreichte mit dieser die türkische Meisterschaft und damit den ersten Titelgewinn seiner Karriere. Darüber hinaus konnte man zum Sommer 1969 den Türkischen Supercup, mit dem damaligen Namen Ministerpräsidentenpokal, holen. In der nachfolgenden Saison spielte Sipahi durchgängig, seine Mannschaft beendete aber die Spielzeit weit abgeschlagen auf dem achten Tabellenplatz und schied auch aus allen anderen Pokalwettbewerben früh aus. So beschloss man zum Saisonende eine Revision durchzuführen. Zu diesem Zweck trennte man sich vom Trainer Kaloperović und einigte sich stattdessen mit dem britischen Trainer Brian Birch. Darüber hinaus verpflichtete der Verein junge Spieler wie Metin Kurt, Tuncay Temeller und Aydın Güleş. Der neue Trainer formte mit der relativ jungen Mannschaft eine schlagkräftige Truppe, die den türkischen Fußball in den nächsten fünf Jahren dominierte. Als erstes gewann man zum Saisonende der Spielzeit 1970/71 die türkische Fußballmeisterschaft. Sipahi stellte mit Tuncay Temeller, Ergün Acuner und Ekrem Günalp die erfolgreichste Abwehr der Liga dar, die in der gesamten Saison lediglich 18 Gegentreffer zuließ. Die Mannschaft gewann in den nachfolgenden zwei Spielzeiten erneut die Meisterschaft, in der Spielzeit 1972/73 gar das Double, und schaffte es damit als erste Mannschaft in der türkischen Fußballhistorie, dreimal in Folge die Meisterschaft der Süper Lig zu gewinnen. Die nachfolgenden Jahre verliefen eher enttäuschend für die Mannschaft und Sipahi. Die Spielzeit 1973/74 beendete die Mannschaft hinter den Erwartungen abgeschlagen auf dem 5. Tabellenplatz und 1974/75 wurde der Verein mit fünf Punkten Unterschied zum Meister Fenerbahçe Istanbul Vizemeister. Zum Sommer 1976 wurde man zwar türkischer Pokalsieger, beendete aber die Liga auf dem dritten Tabellenplatz. Sipahi, der in den letzten zwei Spielzeiten seinen Stammplatz verloren hatte, aber dennoch oft zum Einsatz kam, beendete zum Sommer 1975 seine aktive Fußballspielerlaufbahn. Seinen Abschied von der Fußballbühne gab er am 27. August 1975 mit einem Abschiedsspiel gegen den Erzrivalen Fenerbahçe Istanbul.

### Nationalmannschaft
Sipahi spielte das erste Mal für die türkische Nationalmannschaft während seiner Zeit bei Ankara Demirspor am 16. Dezember 1962 bei einer Freundschaftsbegegnung gegen die Äthiopische Fußballnationalmannschaft. Drei Tage später spielte er im Trikot der zweiten Auswahl der Türkei erneut gegen Äthiopien. 1963 wurde er ein weiteres Mal für die Nationalmannschaft nominiert und spielte die nachfolgenden zwei Jahre lediglich für die türkische U-21-Nationalmannschaft. 1965 nahm er mit der Nationalmannschaft am ECO-Cup teil und wurde hinter dem Iran Zweiter. Bis zu seinem Wechsel zu Galatasaray im Sommer 1968 wurde er nur bei Bedarf für die Nationalmannschaft nominiert und kam lediglich zu sporadischen Einsätzen. Erst mit seinem Wechsel zu den Rot-Gelben gehörte er zu den ständig nominierten Spielern der Nationalmannschaft. Mit dieser nahm er 1969 erneut am ECO-Cup teil und gewann diesmal mit seiner Mannschaft dieses Turnier. Darüber hinaus nahm er mit der Nationalmannschaft noch an der Qualifikation der Fußball-Europameisterschaft 1972 und der Qualifikation der Fußball-Weltmeisterschaft 1974 teil, konnte sich aber mit seiner Mannschaft für keines der Turniere qualifizieren.
Sein letztes Länderspiel machte er am 25. Februar 1973 während eines WM-1974-Qualifikationsspiels gegen die italienische Nationalmannschaft.

## Trainerkarriere
Nach seiner aktiven Spielerlaufbahn machte er eine Trainerausbildung und arbeitete kurzfristig in der Jugendabteilung von Galatasaray. Anschließend entschied er sich gegen eine Trainerlaufbahn und war später als Geschäftsmann und Fußballfunktionär tätig.

## Erfolge

### Als Spieler
- Mit Galatasaray Istanbul
  - Türkischer Meister (4): 1968/69, 1970/71, 1971/72, 1972/73
  - Türkischer Pokalsieger (1): 1973
  - Türkischer Supercup (2): 1969, 1972
  - Başbakanlık Kupası (1): 1975
  - TSYD Kupası (1): 1970
- Türkische Nationalmannschaft:
  - ECO-Cup (1): 1969
    - Zweiter beim ECO-Cup (1): 1965

## Trivia
- Galatasaray Istanbul organisiert seit der Eröffnung des neuen Stadions Türk Telekom Arena, unter der Schirmherrschaft des Hauptsponsors Türk Telekom, vor jedem Heimspiel eine Danksagung für seine ehemaligen legendären Spieler. So wurde am 10. März 2012 im Rahmen der Ligabegegnung gegen Gençlerbirliği Ankara Sipahi eine Dankesplakette für seine langjährigen Dienste und Erfolge überreicht.[1]